# Diborane(2)
Le diborane(2), ou diborène, est un composé chimique hypothétique de formule B2H2. Les calculs lui prédisent une géométrie linéaire de type HB=BH. La liaison bore=bore pourrait être une liaison π pure, sans liaison σ associée. Il devrait s'agit d'un acide de Lewis fort.
Les dérivés de formule R:(BH)=(BH):R, formant la famille des diborènes, sont stables. Les deux substituants R: fournissent les deux paires d'électrons manquantes pour former la liaison double entre les atomes de bore de ces composés.